# Manius Acilius Balbus (consul en -114)
Pour les articles homonymes, voir Acilius Balbus.
Manius Acilius Balbus est un homme politique de la République romaine, consul en 114 av. J.-C.

## Famille
Il est membre des Acilii Balbi, branche de la gens plébéienne des Acilii.
Il pourrait être le fils de Manius Acilius Balbus (de), consul en 150 av. J.-C., et le petit-fils d'un Lucius Acilius. Son nom complet est Manius Acilius M'.f. L.n. Balbus.

## Biographie
Il devient magistrat monétaire supervisant la frappe de la monnaie vers 124 av. J.-C. On lui attribue la frappe d'un denier d'argent, d'un semis et d'un quadrans de cuivre. Le denier porte la mention BALBVS à l'avers et la légende MN ACILI au revers.
Il est préteur au plus tard en 117 av. J.-C. selon les dispositions de la lex Villia.
Trois ans plus tard, en 114 av. J.-C., il est élu consul avec Caius Porcius Cato pour collègue.